# Masters de Shanghái 2016
El Shanghai Rolex Masters 2016 es un torneo de tenis que pertenece a la ATP en la categoría de ATP World Tour Masters 1000. Se disputa del 8 de octubre al 16 de octubre de 2016 en Shanghái, China sobre canchas duras.

## Puntos

### Distribución de puntos
| Etapa                        | Individuales | Dobles |
| ---------------------------- | ------------ | ------ |
| Campeón                      | 1000         | 1000   |
| Finalista                    | 600          | 600    |
| Semifinalista                | 360          | 360    |
| Cuartos de final             | 180          | 180    |
| Tercera ronda                | 90           | 90     |
| Segunda ronda                | 45           | 0      |
| Primera ronda                | 10           | -      |
| Clasificado                  | 25           | -      |
| Ronda final de clasificación | 14           | -      |

## Cabezas de serie
Los cabezas de serie estuvieron basados en el ranking del 3 de octubre de 2016:

### Individual masculino
| Semb. | Rk. | Jugador            | Puntos antes | Puntos que defender | Puntos ganados | Puntos después | Actuación en el torneo                              |
| ----- | --- | ------------------ | ------------ | ------------------- | -------------- | -------------- | --------------------------------------------------- |
| 1     | 1   | Novak Djokovic     | 14040        | 1000                | 360            | 13580          | Semifinales, perdió ante Roberto Bautista [15]      |
| 2     | 2   | Andy Murray        | 9345         | 360                 | 1000           | 9985           | Campeón, derrotó a Roberto Bautista [15]            |
| 3     | 3   | Stan Wawrinka      | 6365         | 180                 | 90             | 6275           | Tercera ronda, perdió ante Gilles Simon             |
| 4     | 4   | Rafael Nadal       | 4940         | 360                 | 45             | 4625           | Segunda ronda, perdió ante Victor Troicki           |
| 5     | 6   | Milos Raonic       | 4510         | 90                  | 90             | 4510           | Tercera ronda, perdió ante Jack Sock                |
| 6     | 8   | Gael Monfils       | 3545         | 0                   | 90             | 3635           | Tercera ronda, perdió ante David Goffin [11]        |
| 7     | 9   | Tomáš Berdych      | 3470         | 180                 | 45             | 3335           | Segunda ronda, perdió ante Marcel Granollers        |
| 8     | 11  | Marin Čilić        | 2885         | 90                  | 45             | 2840           | Segunda ronda, perdió ante Alexander Zverev         |
| 9     | 12  | Jo-Wilfried Tsonga | 2625         | 600                 | 180            | 2205           | Cuartos de final, perdió ante Roberto Bautista [15] |
| 10    | 13  | David Ferrer       | 2455         | 45                  | 10             | 2420           | Primera ronda, perdió ante Feliciano López          |
| 11    | 14  | David Goffin       | 2390         | 45                  | 180            | 2525           | Cuartos de final, perdió ante Andy Murray [2]       |
| 12    | 15  | Nick Kyrgios       | 2050         | 45                  | 45             | 2050           | Segunda ronda, perdió ante Mischa Zverev [Q]        |
| 13    | 16  | Lucas Pouille      | 2036         | 0                   | 90             | 2126           | Tercera ronda, perdió ante Andy Murray [2]          |
| 14    | 17  | Richard Gasquet    | 2030         | 90                  | 10             | 1950           | Primera ronda perdió ante Grigor Dimitrov           |
| 15    | 18  | Roberto Bautista   | 1950         | 45                  | 600            | 2505           | Final, perdió ante Andy Murray [2]                  |
| 16    | 19  | Pablo Cuevas       | 1745         | 10                  | 10             | 1745           | Primera ronda perdió ante Wu Di [WC]                |

### Dobles masculino
| Tenista                       | Ranking | Preclasificada |
| Jamie Murray Bruno Soares     | 9       | 1              |
| Bob Bryan Mike Bryan          | 13      | 2              |
| Jean-Julien Rojer Horia Tecau | 20      | 3              |
| Lukasz Kubot Marcelo Melo     | 26      | 4              |
| Feliciano López Marc López    | 28      | 5              |
| Raven Klaasen Rajeev Ram      | 29      | 6              |
| Rohan Bopanna Daniel Nestor   | 32      | 7              |
| Vasek Pospisil Radek Štěpánek | 42      | 8              |

## Campeones

### Individual masculino
Andy Murray venció a  Roberto Bautista Agut por 7-6(1), 6-1

### Dobles masculino
John Isner /  Jack Sock vencieron a  Henri Kontinen /  John Peers por 6-4, 6-4